# Austrian International 2000
Die Austrian International 2000 fanden vom 13. bis zum 16. April 2000 in Pressbaum statt. Es war die 30. Austragung dieser offenen internationalen Meisterschaften von Österreich im Badminton.

## Sieger und Platzierte
| Disziplin    | Gold                               | Silber                            | Bronze                               |
| ------------ | ---------------------------------- | --------------------------------- | ------------------------------------ |
| Herreneinzel | Kasper Ødum                        | Andreas Wölk                      | Frederik Kohler                      |
| Herreneinzel | Kasper Ødum                        | Andreas Wölk                      | Joachim Fischer Nielsen              |
| Dameneinzel  | Marina Yakusheva                   | Rebecca Pantaney                  | Juliane Schenk                       |
| Dameneinzel  | Marina Yakusheva                   | Rebecca Pantaney                  | Markéta Koudelková                   |
| Herrendoppel | Joachim Fischer Nielsen Janek Roos | Harald Koch Jürgen Koch           | Ingo Kindervater Sebastian Ottrembka |
| Herrendoppel | Joachim Fischer Nielsen Janek Roos | Harald Koch Jürgen Koch           | Aamir Ghaffar David Lindley          |
| Damendoppel  | Rebecca Pantaney Joanne Wright     | Irina Ruslyakova Marina Yakusheva | Katy Brydon Paula Harrison           |
| Damendoppel  | Rebecca Pantaney Joanne Wright     | Irina Ruslyakova Marina Yakusheva | Liza Parker Suzanne Rayappan         |
| Mixed        | Ola Molin Johanna Persson          | David Lindley Liza Parker         | Nikolaj Nikolaenko Irina Ruslyakova  |
| Mixed        | Ola Molin Johanna Persson          | David Lindley Liza Parker         | Paul Trueman Joanne Wright           |

## Finalergebnisse
| Disziplin    | Sieger                             | Finalist                          | Ergebnis        |
| ------------ | ---------------------------------- | --------------------------------- | --------------- |
| Herreneinzel | Kasper Ødum                        | Andreas Wölk                      | 15-4 15-7       |
| Dameneinzel  | Marina Yakusheva                   | Rebecca Pantaney                  | 7-11 11-1 11-9  |
| Herrendoppel | Joachim Fischer Nielsen Janek Roos | Jürgen Koch Harald Koch           | 12-15 15-8 15-9 |
| Damendoppel  | Rebecca Pantaney Joanne Wright     | Marina Yakusheva Irina Ruslyakova | 15-2 9-15 15-6  |
| Mixed        | Ola Molin Johanna Persson          | David Lindley Liza Parker         | 15-9 12-15 15-9 |